# Burka (Männerumhang)

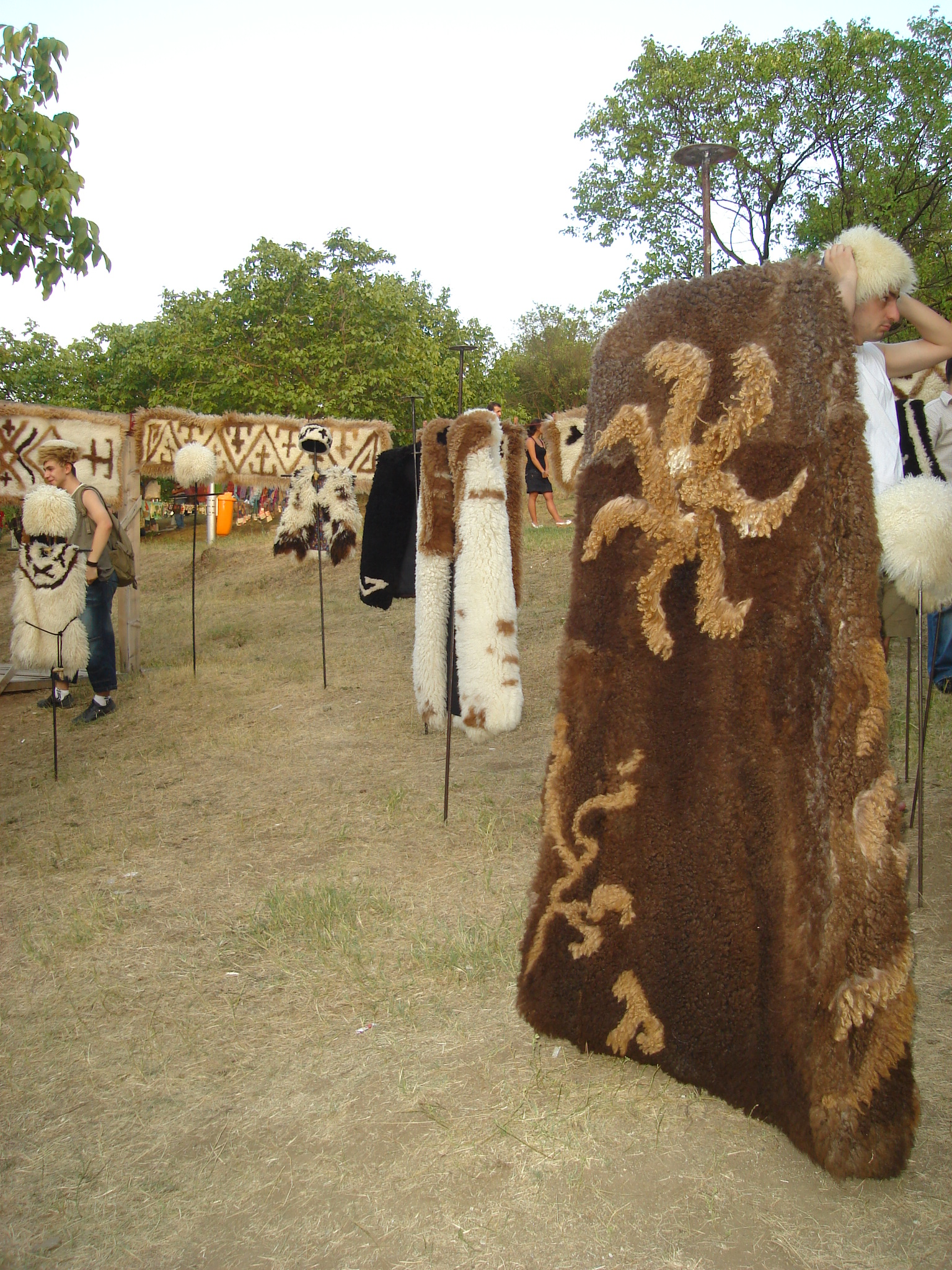
Papachi und Nabadi in Georgien

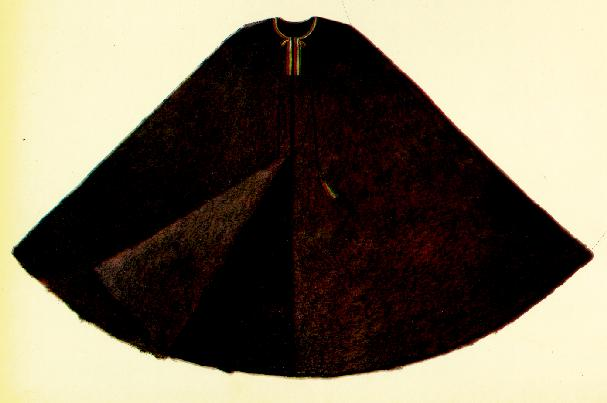
Eine Burka

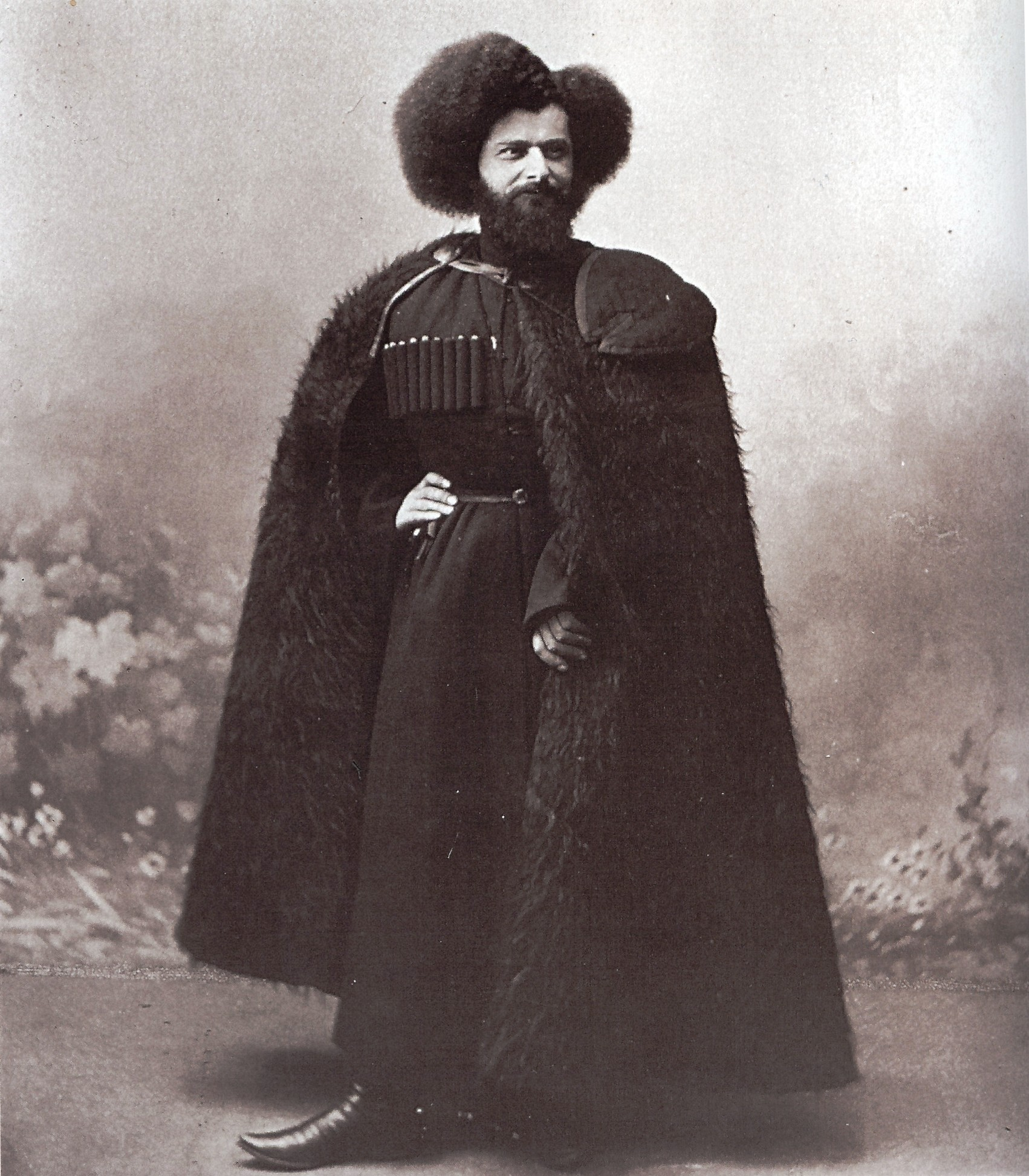
Der georgische Fürst Avaliani 1890 mit Nabadi

Die Burka (russisch бу́рка „búrka“, auch in einigen Sprachen Kaukasiens ähnlich genannt; georgisch ნაბადი „nabadi“) ist ein traditioneller wärmender Schaf- oder Lammfellumhang für Männer der Bewohner Nordkaukasiens, Georgiens und der Gebirgsregionen Aserbaidschans und der südrussisch-ukrainischen Kosaken.
Die Burka oder Nabadi hat keine Ärmel und auch keine Ausgänge für die Arme. Die Hände arbeiten aus der Vorderöffnung des Umhangs. Sie kann aus Schaffell, Filz, Wolle oder anderen Materialien bestehen.
Bei Kälte wird sie über dem traditionellen Mantel Tschocha getragen. Sie gehört neben der Tschocha, der Mütze Papacha und der Kapuzenmütze Baschlik zum traditionellen Kleidungsstil der Völker des Kaukasus und wurde auch von den Kosaken übernommen. 
Manchmal wird die Burka über einer Holzschale getragen. Wenn es wärmer wird, kann sie auch über die Schultern nach hinten geschlagen werden, sie liegt dann trotzdem am Körper an. Der meistens eckige Schnitt des Capes verleiht dem Träger ein besonders charakteristisches, verbreitertes Aussehen, insbesondere wenn die Burka durch die hölzerne Schale verstärkt wird. Bei Bedarf wurde sie sogar als Zelt verwendet.